# Prodelki v starinnom duche
Prodelki v starinnom duche (Проделки в старинном духе) è un film del 1986 diretto da Aleksandr Pankratov.

## Trama
L'ussaro in pensione vuole sposare suo figlio con la figlia del proprietario terriero. Ma non è stato così semplice.